# Каменка (Данковский район)
Каменка — деревня Ягодновского сельсовета Данковского района Липецкой области.

## География
Каменка граничит на западе с селом Ягодное. Имеется большой пруд Каменка и лесной массив Каменский сад.
В деревне имеется просёлочная дорога и одна улица — Каменская.

## Население
| 2010 |
| ---- |
| 257  |